# عبد الله بدر
عبد الله بدر عباس (15 يوليو 1960):داعية وإعلامي مصري ولد بمحافظة القاهرة، وتخرج من كلية أصول الدين بجامعة الأزهر عام 1982 - قسم التفسير، عمل معيداً بالجامعة ثم مدرساً للتفسير والحديث، وأعد رسالة الدكتوراه عن تفسير الرازى عام 1991.

## في زمن مبارك
تعرض عبد الله بدر في زمن مبارك إلى الاعتقال أكثر من مرة , وبلغت مجموع سنوات حبسه(10 سنوات)، وامتاز بدر بانتقاده الشديد لمبارك وزوجته وزكريا بطرس, وكان دائما ما يمزح فيقول «تلاقى أمن الدولة واقفين مستنيينى على باب المسجد دلوقتى»  .

## قضية سب إلهام شاهين
قضت محكمة جنح الزاوية، يوم الاثنين 17 ديسمبر 2012، بحبس الشيخ عبد الله بدر سنة وغرامة 20 ألف جنيه بتهمة سب وقذف إلهام شاهين  وإيقاف بث قناة الحافظ ومنع عبد الله بدر من الظهور على القنوات الفضائية 30 يوما.

## بلاغ انتحال صفة أستاذ أزهري
قدم محامي الفنانة إلهام شاهين بلاغا ضد عبد الله بدر يتهمه فيه بانتحال صفة أستاذ أزهري , مستدلا بورقة من الأزهر تفيد بأن عبد الله بدر ليس أستاذا بها, وقد نفى عبد الله بدر هذا الكلام وأوضح بأن الأزهر قد منحه الإجازة العالية في التفسير.

## اعتزال الظهور في الإعلام
قرر د.عبد الله بدر في 3 يناير 2013 اعتزال الظهور في الإعلام بسبب مزاجه العصبي على حد قوله , وقد نفى بدر بأنه قد اتخذ هذا القرار بسبب ضعفه وعدم قدرته على الثبات.

## نشاطه العلمي
له عدة كتب منها :
- ماذا تعرف عن الجن.
- اتق الله يا عمرو.
- كوارث عمرو .[10]

و له كذلك عدد كبير من الدروس المرئية والصوتية في التفسير , ويلقى دروسا منتظمة في المساجد :
- مسجد خالد بن الوليد.
- مسجد الصحابة .
- مسجد أبو بكر الصديق.
- مسجد الرضوان.
- مسجد الهواري.[11]